# الجعيدة (المقاطرة)

تعديل مصدري - تعديل

الجعيدة هي إحدى قرى عزلة الزعيمة بمديرية المقاطرة التابعة لمحافظة لحج، بلغ تعداد سكانها 231 نسمة حسب تعداد اليمن لعام 2004.